# Ham Bong-sil
Ham Bong-sil (* 24. Juli 1974) ist eine nordkoreanische Langstreckenläuferin.
Beim Marathonlauf der Olympischen Spiele 2000 in Sydney wurde sie Achte in 2:27:07 h, 2004 in Athen beendete sie nach 20 km das Rennen.
2001 gewann sie den Halbmarathon der Universiade in Peking in 1:15:24 h, und im darauffolgenden Jahr siegte sie beim Marathon der Asienspiele in Busan und wurde Asienmeisterin über 5000 und 10.000 Meter. Seit 2002 hält sie den aktuellen Landesrekord im 5000-Meter-Lauf. 2002, 2003 und 2005 gewann sie den Pjöngjang-Marathon, und 2004 wurde sie Dritte des Xiamen-Marathons.
Beim Marathon der Weltmeisterschaften 2003 in Paris/Saint-Denis belegte sie den fünften Platz mit dem aktuellen nordkoreanischen Rekord von 2:25:31 h. Ihren letzten internationalen Auftritt hatte sie bei den Asienmeisterschaften 2005, bei der sie die Bronzemedaille über 10.000 Meter gewann.

## Bestzeiten
- 5000 m: 15:37,5 min, 30. April 2002, Pjöngjang
- 10.000 m: 34:35,30 min, 1. September 2005, Incheon
- Marathon: 2:25:31 h, 31. August 2003, Paris/Saint-Denis